# Achatinidae
Famille
Les Achatinidae sont une famille d'escargots terrestres d'Afrique. Elle compte entre un et soixante genres, selon les classifications. Ses représentants les plus connus sont l'Escargot géant africain (Lissachatina fulica) et l'Escargot géant de l'ouest africain (Archachatina marginata).

## Liste des genres
Selon Animal Diversity Web :
- Achatina Lamarck, 1799

Selon Catalogue of Life :
- Achatina
- Allopeas
- †Arabicolaria
- Beckianum
- Bequaertina
- Bocageia
- Brownisca
- Bruggenina
- Burtoa
- Callistoplepa
- Ceras
- Cochlitoma
- Coeliaxis
- Comoropeas
- Curvella
- †Cylindrogyra
- Eremopeas
- Euonyma
- †Fortuna
- Glessula
- Homorus
- Hypolysia
- Ischnoglessula
- Kempioconcha
- Lamellaxis
- Lavajatus
- Leptinaria
- Leptocala
- Leptocalina
- Leptopeas
- Lignus
- Limicolaria
- Limicolariopsis
- Liobocageia
- Lubricetta
- Metachatina
- Micropeas
- Namibiella
- Nothapalinus
- Nothapalus
- Obeliscus
- Ochrodermella
- Opeas
- Oreohomorus
- †Pacaudiella
- Paropeas
- Petriola
- Prosopeas
- Pseudachatina
- Pseudoglessula
- Pseudopeas
- Rishetia
- Rumina
- Striosubulina
- Subulina
- Subuliniscus
- Subulona
- Tortaxis
- Xerocerastus
- Zootecus

Selon ITIS (5 mars 2024) :
- Achatina Lamarck, 1799
- Allopeas H. B. Baker, 1935
- Cecilioides Férussac, 1814
- Lamellaxis Strebel and Pfeffer, 1882
- Opeas Albers, 1850
- Rumina Risso, 1826
- Subulina Beck, 1837

Selon NCBI (17 octobre 2020) :
- Achatina Lamarck, 1799
- Archachatina Albers, 1850
- Atopocochlis Crosse & P. Fischer, 1888
- Cochlitoma A. Férussac, 1821
- Eutomopeas Pilsbry, 1946
- Limicolaria Schumacher, 1817
- Lissachatina
- Rishetia
- Tortaxis  Pilsbry, 1906